# Erwin Friedrich Baumann
Pour les articles homonymes, voir Baumann.
Erwin Friedrich Baumann, né le 27 octobre 1890 à Berne et mort le 8 février 1980 dans cette même ville, est un architecte et sculpteur suisse.

## Vie et œuvre
Erwin Friedrich Baumann est né en 1890 à Berne, deuxième de quatre enfants du chef d’entreprise de construction et politicien Friedrich Baumann (1835–1910) et Marie-Louise Baumann-Bigler (1856–1937). Dans son enfance, avant de commencer son école primaire, il fut atteint de diphtérie ; le traitement médical administré à Rotbad (Diemtigtal) lui causa de sérieux problèmes  durant ses études scolaires. E. F. Baumann écrivit dans une de ses notes biographiques : “J’ai réussi à entrer au collège dans le quart de groupe le moins élevé de ma classe et j’aurais ensuite pu m’introduire dans les amphithéâtres des universités.”  À cause d'une obstination vis-à-vis de l’un de ses enseignants , Baumann a dû quitter le collège.
Après une année de pratique dans un bureau d'architecture à Vevey, il commença son service militaire et finit sous-officier dans la cavalerie ; il continua ensuite ses études avec l’obtention du diplôme du Collège Minerva à Zurich, ainsi qu'avec l’histoire de l'art et les mathématiques à l'Université de Berne. En 1911, il s’inscrivit à la Rhenania  (confrérie d’étudiants) qui se rencontraient régulièrement au restaurant Bubenberg à Berne. Là, E. F. Baumann rejoignait souvent  une tablée d'artistes bernois (parmi lesquels il rencontra Ferdinand Hodler). Dû à des soins insuffisants et négligés  en rapport avec des blessures occasionnées lors d’une chute de cheval pendant son entraînement comme sous-officier , il contracta les symptômes d’une tuberculose qui devaient finalement le mener à une libération du service militaire.
E.F. Baumann rejoignit ensuite le Département d’Architecture de l'Institut de Technologie à Darmstadt. Les cours de sculptures décoratives du professeur Agosto Varnesi aussi bien que la colonie d'artistes de Darmstadt Mathildenhöhe lui a inspiré. Cependant, à cause de la Première Guerre mondiale, il dut mettre fin à ses études en Allemagne.
Durant les hostilités, E.F. Baumann toujours fragile dans sa santé, participa comme volontaire à la protection de la frontière suisse . En 1915 il fut libéré du service civil militaire et alla se faire soigner à Davos et Arosa. En 1918 E. F. Baumann rejoignit le bureau d'architecture Rudolf Gaberel à Davos, il entretint des relations d’amitié avec Jakob Bosshart, Wilhelm Schwerzmann et l'expressionniste Ernst Ludwig Kirchner .
En 1919, il gagna le premier prix dans un concours pour un monument destiné aux unités de cavalerie bernoise au Lueg près Berthoud. Cependant ce projet ne se réalisa pas, parce qu’il refusa d’y ajouter un relief proposé par le sculpteur Karl Hänny. En 1920 il travailla sur demande de Rudolf Gaberel comme entrepreneur local et créateur artistique pour le cimetière de forêt Wildboden Davos.
En été 1921 E. F. Baumann vécut à Paris comme sculpteur en association avec Antoine Bourdelle. Dans les années 1921-1922 il voyagea en Égypte, où il travailla comme sculpteur et architecte, et rencontra entre autres Mahmoud Mokhtar. Il entreprit ensuite un long voyage éducatif vers la Grèce, les Balkans et l’Autriche avant de revenir à Davos où il travailla de nouveau pour Gaberel de 1922-1924.
De 1924-1929 E.F. Baumann vécut en Californie. Son frère Paul Baumann vivait aussi en Californie, travaillant comme ingénieur. Durant cette période, E. F. Baumann créa de nombreuses sculptures en bois et en pierre, tout en restant actif comme architecte. En 1925 il obtint le premier prix pour la décoration artistique du vestibule principal dans une nouvelle construction de magasins à Los Angeles et en 1928, il obtint également un prix du Musée d'Art de Los Angeles pour sa sculpture en pierre „Quarryman“.
Dès 1929, E. F. Baumann retourna en Suisse où il travailla notamment à Davos, Berne et Münchwilen. En 1938 il se maria avec Rita Keller, une Suissesse née en Russie et vécut plusieurs mois à Paris comme sculpteur, conseillé par Ossip Zadkine. En 1939, dès l’éclatement de la deuxième guerre mondiale il achète une ferme à Faulensee/Spiez, qu'il rénova comme maison familiale. Au début des hostilités il s’offrit à nouveau pour rejoindre une unité de garde de la protection civile de l’armée.
À cause d’une maladie de sa femme il déménagea en 1960 à Berne où elle décéda en 1962. Avant son décès en 1980, E.F. Baumann avait ouvert un atelier dans le vieil hôpital d’animaux de Berne. Parmi ses travaux créés à Faulensee et Berne sont : 4 capitales dans une salle du château de Wimmis (1950), l'autel dans l'église Lerchenfeld/Thun (1951), une sculpture de fontaine à l'école de Krattigen (1953), la restauration de la maison Tschan sur le Schüpf à Faulensee (1952), de l'église romane de Einigen/Spiez (1954/55), de l'auberge historique St. Urs à Biberist (Soleure) (1958–62), de la ferme „Les Aroles“ comme l'annexe du Palace Hôtel à Gstaad (1954) (maintenant possédé par Spiros Latsis) et de l'église Radelfingen (1958–65), excavation de la chapelle de St. Columban à Faulensee (1960/61) ainsi que la gestion de la construction pour l’agrandissement de l'usine de sucre d'Aarberg (1958–60), également pour la nouvelle construction de l'ambassade britannique à Berne (1962) et pour le bâtiment administratif de la compagnie d'électricité bernoise (1960–63).

### L'aigle en pierre au col du Simplon

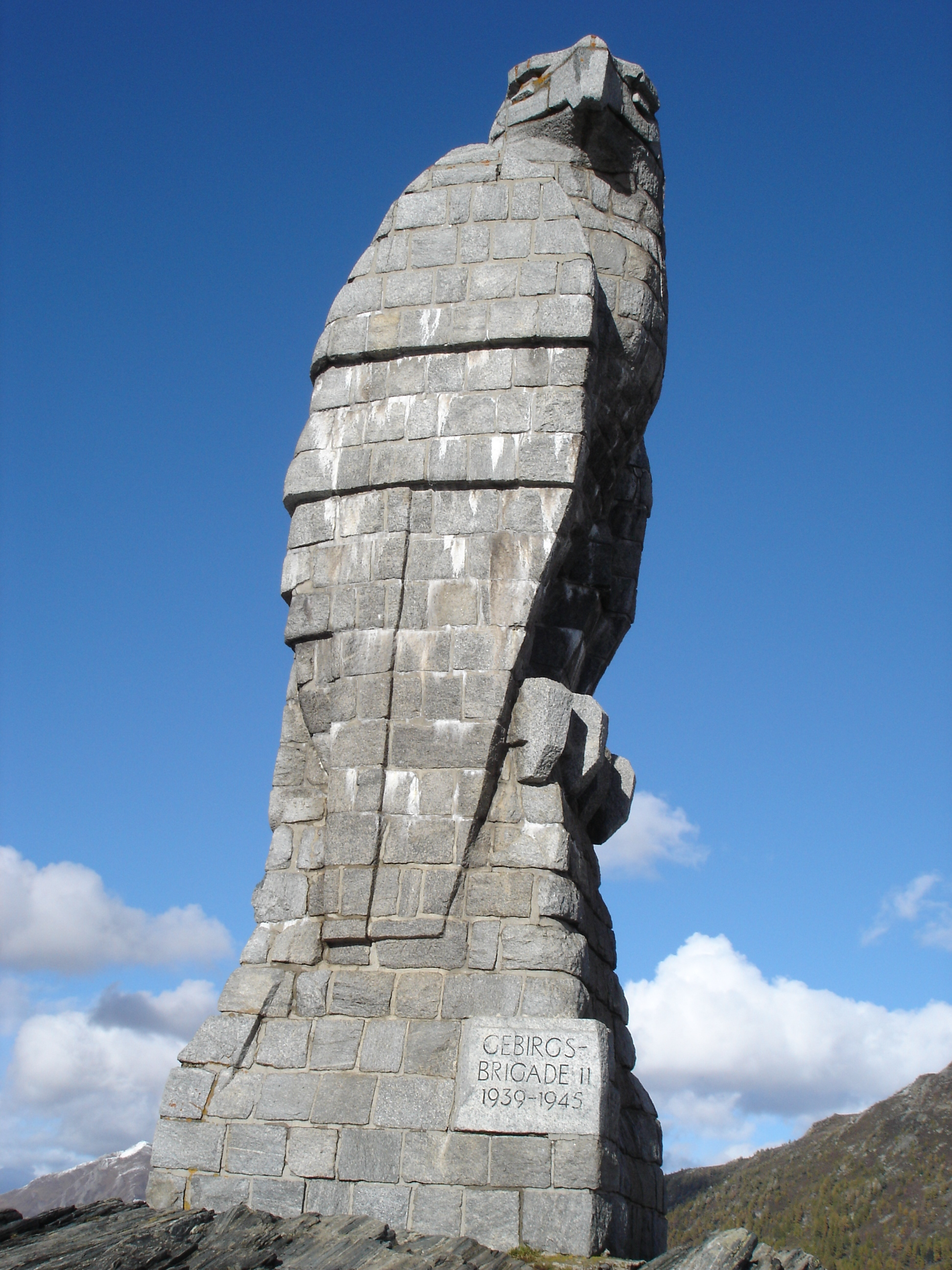
Aigle d'Erwin Friedrich Baumann au col du Simplon dans les Alpes valaisannes

Les officiers de la brigade de montagne 11 désiraient construire un cénotaphe pour l'aigle royal, symbole de la brigade, avec les pierre récupérées à l’occasion de la construction des fortifications de Gondo. Baumann était stationné dans la région de la brigade (le général de brigade Hans Bühler a été marié avec une petite cousine de E. F. Baumann et le colonel du corps d'ingénieur, Werner Grimm, était un de ses camarades de jeunesse à Berne) .
E. F. Baumann a été sollicité pour explorer les possibilités et sa proposition d'un monument de plus de 9 mètres de haut, fait de pierre, plut aux deux officiers supérieurs. E. F. Baumann a décrit son approche de l’œuvre comme suit :

« Du point de vue du sculpteur, on devait trouver une nouvelle technique pour les sculptures et adopter le brouillon à cette nouvelle technique, sans affecter sa valeur artistique. En outre, l'auteur du projet était inquiet de trouver un processus qui devait être déjà familier aux tailleurs de pierre et aux maçons dans leur travail de construction de tous les jours. Par conséquent, on pouvait seulement user le plan de construction et le stade d'alignement, avec lesquels l'entrepreneur s'est senti à l'aise avec son mètre dans les mains. En sus, pour faciliter cette manipulation, on y ajouta une paire de compas à point sèche et un modèle de plâtre solide. Avec le niveau, l’angle et le cercle uniquement, il n’était pas possible de venir à bout du plâtre original à l’échelle 1:10. Les plans donnaient des résultats tellement imprécis qu’il était impossible de les amplifier à l’échelle 1:10. Seul, un modèle précis dans son alignement et une forme crée à ce stade d’alignement produisit de bons résultats inespérés. La forme morcelée est une forme négative de l’original en plâtre à l’échelle 1:10. Il contient n’importe quel plan, permet de prendre n’importe quelle percée, de gagner n’importe quelle coupe horizontale ou verticale. Cette forme de morceau a aussi eu un avantage pour attirer l’attention à chaque fois qu’une erreur technologique de la maçonnerie de pierre pouvait se produire ; car chaque couche pouvait être assemblée individuellement sur la table à dessein et être dessinée dans son bord intérieur sur la papier. Dans ce dessein, la maçonnerie pouvait être dessinée dans tous les cas de doute et être ainsi étudiées. Si des changements devenaient nécessaires cela devenait presque insoluble. Quinze, voire 20 couches ont dû être déblayées pour être capable d’adapter la correction à toutes les couches affectées. C’était un travail de plusieurs semaines »

— Erwin Friedrich Baumann.
En 1954, Linus Birchler  écrit à Baumann : « Je n'aurais jamais pensé que l'aigle monumental sur le Simplon soit votre travail et je n'aurais jamais pensé, à tous les grands problèmes techniques qui se sont posés là. Si je dois parler dans l'avenir du colosse de Memnon et des temples de rochers d'Abu Simbel dans mes conférences, maintenant je citerai en tout cas aussi votre aigle avec l'équipement de ventilation inventif auquel personne n’y avait pensé. »
En 1943 survint une rupture de relation entre le chef de corps d’ingénieur Werner Grimm et E.F. Baumann. W. Grimm s'est considéré toute sa vie comme le constructeur de l’Aigle au Simplon, ce qui a blessé profondément E.F. Baumann , raison pour laquelle il s’absenta lors des cérémonies inaugurales en 1944 au Simplon.

### Travaux (sélection)
- 1920, « Concours monument de cavalerie à Lueg près de Burgdorf »
- 1940, « Couple », donation à l'aide suisse pour les réfugiés
- 1941, « Relief de concours bâtiment administratif PTT Berne, La Lutte »
- 1942, « Groupe de Mineur »
- 1944, « L'aigle du Simplon »
- 1945, « Mère et enfant, Cheval »
- 1950, « Quatre capitales de colonne pour le château de Wimmis »
- 1952, « Autel de l'église Lerchenfeld »
- 1953, « Contestant : Le prisonnier politique inconnu »
- 1954, « Projet de fontaine Migros Spiez Parzival, héraldique résidence officielle Langnau im Emmental »